# محله کلیمی‌ها (شیراز)

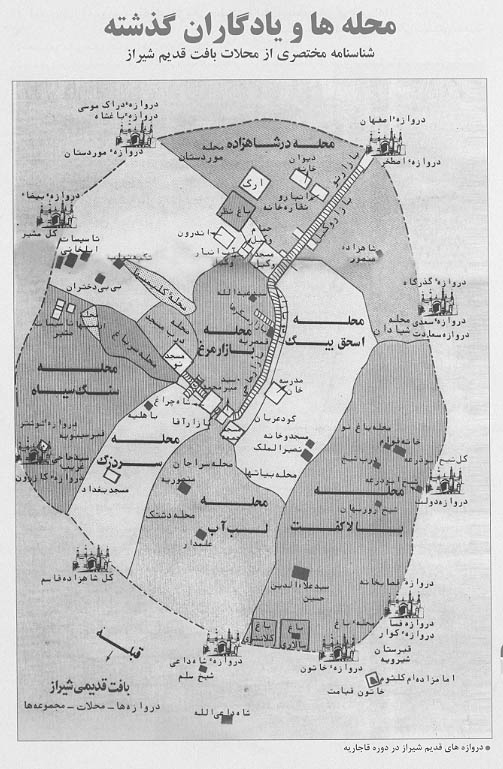
نقشه شیراز قدیم

محله کلیمی‌ها یا در اصطلاح شیرازی محله جودها، نام یکی از محله‌های شیراز قدیم می‌باشد.
این محله تقریباً دست نخورده باقی مانده‌است. در این محل مکان‌هایی مانند: حمام، مکتب خانه، بازار، بازارچه، قراول خانه و مسجد مخصوص کلیمی‌ها وجود داشته‌است. مرکز این محله همان مسجد مخصوص کلیمی‌ها بوده‌است.

## تقسیم‌بندی محلات شیراز قدیم
در کل محلات شیراز به دو دسته بزرگ حیدری و نعمتی تقسیم شده بودند. حیدری به محلاتی گفته می‌شد که افراد آن محلات، خود را پیرو سلطان قطب الدین حیدر تونی که از مشایخ عرفان بود، می‌دانستند.
نعمتی به محلاتی اطلاقی می‌شد که ساکنان آن خود را پیرو شاه نعمت‌الله ولی که او نیز از بزرگ‌ترین و شاخص‌ترین عرفای عصر بود، می‌دانستند. درگیری‌ها و مخاصماتی که بین این دو دسته در سال‌های متمادی صورت گرفته هنوز هم مورد بحث است و حتی به صورت ضرب‌المثل جنگ حیدری، نعمتی در زبان‌هاست.
پنج محله محله اسحاق بیگ، محله درب شاهزاده، محله بالا کفت، محله میدان شاه و محله بازار مرغ را حیدری خانه و پنج محله محله سرباغ، محله سنگ سیاه، محله درب مسجد، محله لب آب و محله سر دزک را نعمتی خانه می‌گفتند. البته محله ارمنی‌ها و محله کلیمی‌ها جزء محلات بی‌طرف بودند و کاری به درگیری‌ها و مخاصمات نداشتند.

## جغرافیا
این محله بین محله‌هایی همچون محله میدان شاه و محله بازار مرغ قرار داشته‌است.